# Реактивни артритис
Реактивни артритис, такође познат као Рајтеров синдром, је облик инфламаторног артритиса који се развија као одговор на инфекцију у другом делу тела (унакрсна реактивност). Долазак у контакт са бактеријама и развој инфекције могу изазвати болест. До тренутка када се пацијент појави са симптомима, често је инфекција "окидача" излечена или је у ремисији у хроничним случајевима, што отежава утврђивање почетног узрока.
Артритис је често повезан са другим карактеристичним симптомима; назива се и Рајтеров синдром, Рајтерова болест или Рајтеров артритис. Термин „реактивни артритис“ се све више користи као замена за ову ознаку због ратних злочина Ханса Рајтера са Нацистичком партијом.
Манифестације реактивног артритиса укључују следећу тријаду симптома: инфламаторни артритис великих зглобова, запаљење очију у облику конјуктивитиса или увеитиса и уретритис код мушкараца или цервицитис код жена. Артритис који се јавља сам након сексуалног излагања или ентеричне инфекције је такође познат као реактивни артритис. Пацијенти такође могу имати мукокутане лезије, као и лезије коже сличне псоријази као што су цирцинатни баланитис и кератодерма бленорхагицум . Ентезитис може захватити Ахилову тетиву што доводи до болова у пети. Немају све погођене особе све манифестације.
Клинички образац реактивног артритиса обично се састоји од упале мање од пет зглобова, што често укључује колено или сакроилијакални зглоб . Артритис може бити "адитивни" (више зглобова се запаљује поред примарно захваћеног) или "миграторни" (нови зглобови постају упаљени након што се првобитно упаљено место већ побољшало).
Реактивни артритис је РФ-серонегативан, HLA-B27-везан артритис који често изазива генитоуринарне или гастроинтестиналне инфекције. Најчешћи покретачи су цревне инфекције (са салмонелом, шигелом или кампилобактером) и полно преносиве инфекције (са Хламидија трахоматис); међутим, може се десити и након стрептококне инфекције групе А.
Најчешће погађа особе старости од 20 до 40 година, чешћи је код мушкараца него код жена, и чешћи код белаца него код црнаца. Ово је због високе учесталости гена HLA-B27 у популацији белаца. Може се јавити у епидемијском облику. Пацијенти са ХИВ-ом такође имају повећан ризик од развоја реактивног артритиса.
Бројни случајеви током Првог и Другог светског рата усмерили су пажњу на тријаду артритиса, уретритиса и конунктивитиса (често са додатним мукокутаним лезијама), који се у то време називао и Фиесенџер-Лерој-Рајтеров синдром.

## Знаци и симптоми
- Пошто уобичајени системи укључују око, уринарни систем и руке и стопала, једна клиничка мнемоника код реактивног артритиса је „Не могу да видим, не могу да пишким, не могу да се попнем на дрво“.[13]
- Класична тријада се састоји од:
  - Конјунктивитис
  - Нонгонококни уретритис
  - Асиметрични олигоартритис
- Симптоми се генерално јављају у року од 1-3 недеље, али могу да се крећу од 4 до 35 дана од почетка епизоде болести.
- Класична презентација синдрома почиње уринарним симптомима као што су печући бол при мокрењу (дизурија) или повећана учесталост мокрења. Могу се јавити и други урогенитални проблеми као што су простатитис код мушкараца и цервицитис, салпингитис и/или вулвовагинитис код жена.
- Представља се моноартритисом који захвата велике зглобове као што су колена и сакроилијакална кичма, изазивајући бол и отицање. Може бити присутан асиметрични инфламаторни артритис интерфалангеалних зглобова, али са релативном поштедом малих зглобова као што су зглоб и шака.
- Пацијент може имати ентезитис који се манифестује као бол у пети, ахилов тендинитис или плантарни фасциитис, заједно са баланитисом цирцината (цирцинатни баланитис), који укључује лезије пениса присутне код отприлике 20 до 40 процената мушкараца са болешћу.
- Мали проценат мушкараца и жена развије мале тврде чворове зване кератодерма бленноррхагицум на табанима и, ређе, на длановима или на другим местима. Присуство кератодерме бленноррхагица је дијагностика реактивног артритиса у одсуству класичне тријаде. Поткожни чворови су такође карактеристика ове болести.
- Захваћеност ока (благи билатерални конјунктивитис) се јавља код око 50% мушкараца са синдромом урогениталног реактивног артритиса и око 75% мушкараца са синдромом ентеричког реактивног артритиса. Конјунктивитис и увеитис могу укључивати црвенило очију, бол и иритацију ока или замагљен вид. Захваћеност ока се обично јавља рано у току реактивног артритиса, а симптоми могу доћи и нестати.
- Дактилитис, или "кобасица", дифузно отицање усамљеног прста или ножног прста, је карактеристична карактеристика реактивног артритиса и других периферних спондилартритида, али се такође може видети код полиартикуларног гихта и саркоидозе.
- Могу бити присутне мукокутане лезије. Уобичајени налази укључују оралне чиреве који долазе и пролазе. У неким случајевима, ови чиреви су безболни и остају непримећени. У усној дупљи пацијенти могу имати рекурентни афтозни стоматитис, географски језик и миграторни стоматитис у већој преваленци од опште популације.[14]
- Неки пацијенти имају озбиљне гастроинтестиналне проблеме сличне онима код Кронове болести.
- Око 10 процената људи са реактивним артритисом, посебно оних са продуженим током болести, ће развити срчане манифестације, укључујући аортну регургитацију и перикардитис . Реактивни артритис је описан као претходник других стања зглобова, укључујући анкилозирајући спондилитис.

## Узроци
Реактивни артритис је повезан са геном HLA-B27 на хромозому 6 и присуством ентезитиса као основне патолошке лезије  и изазван је претходном инфекцијом . Најчешћа инфекција која изазива инфекцију у САД је генитална инфекција хламидија трахоматис . Друге бактерије за које се зна да узрокују реактивни артритис које су чешће широм света су Уреапласма уреалитицум, Салмонелла спп., Шигела спп., Јерсинија спп. и Цампилобацтер спп.  Напад тровања храном или гастроинтестинална инфекција такође може претходити болести (последња четири горе поменута рода бактерија су ентеричне бактерије).  Шигела је најчешћи организам који узрокује реактивни артритис након дијареје. Хламидија трахоматис је најчешћи узрок реактивног артритиса након уретритиса. Уреаплазма и микоплазма су ретки узрочници. Постоје неки посредни докази за друге организме који изазивају болест, али детаљи су нејасни. 
Реактивни артритис се обично манифестује око 1-3 недеље након познате инфекције. Механизам интеракције између инфицираног организма и домаћина је непознат. Културе синовијалне течности су негативне, што сугерише да је реактивни артритис узрокован или аутоимуним одговором који укључује унакрсну реактивност бактеријских антигена са зглобним ткивима или бактеријским антигенима који су се на неки начин депоновали у зглобовима.

## Дијагноза
Клиничких симптома је мало, али клиничком сликом доминира артритис у једном или више зглобова, који за последицу има бол, оток, црвенило и осећај топлоте у захваћеним пределима.
Уретра, грлић материце и грло могу се узети брисом у покушају да се култивишу узрочници. Културе се такође могу извршити на узорцима урина и столице или на течности добијеној артроцентезом .
Тестови за Ц-реактивни протеин и брзину седиментације еритроцита су неспецифични тестови који се могу урадити да би се потврдила дијагноза синдрома. Такође се може урадити тест крви за генетски маркер HLA-B27. Око 75 одсто свих пацијената са реактивним артритисом има овај ген.

### Дијагностички критеријуми
Иако не постоје дефинитивни критеријуми за дијагнозу постојања реактивног артритиса, Амерички колеџ за реуматологију објавио је смернице за осетљивост и специфичност.
| Метода дијагнозе                                                                                     | Осетљивост | Специфичност |
| --- | ---------- | ------------ |
| 1. Епизода артритиса дуже од једног месеца са уретритисом и/или цервицитисом                         | 84,3%      | 98,2%        |
| 2. Епизода артритиса дуже од једног месеца и уретритис или цервицитис, или билатерални конјуктивитис | 85,5%      | 96,4%        |
| 3. Епизода артритиса, конјуктивитиса и уретритиса                                                    | 50,6%      | 98,8%        |
| 4. Епизода артритиса дуже од једног месеца, конјунктивитис и уретритис                               | 48,2%      | 98,8%        |

## Третман
Главни циљ лечења је да се идентификује и елиминише основни инфективни извор помоћу одговарајућих антибиотика ако је још присутан. У супротном, лечење је симптоматично за сваки проблем. Неспецифични уретритис се може лечити кратким курсом тетрациклина . Користе се аналгетици, посебно НСАИЛ . Стероиди, сулфасалазин и имуносупресиви могу бити потребни пацијентима са тешким реактивним симптомима који не реагују на било који други третман. Локални кортикостероиди су корисни у случају иритиса .

## Прогноза
Реактивни артритис може бити самоограничавајући, често понављајући, хроничан или прогресиван. Већина пацијената има тешке симптоме који трају од неколико недеља до шест месеци. 15 до 50 процената случајева укључује понављајуће нападе артритиса. Хронични артритис или сакроилиитис се јавља у 15-30 процената случајева. Поновљени напади током много година су чести, а пацијенти понекад заврше са хроничним и онеспособљавајућим артритисом, срчаним обољењима, амилоидним наслагама, анкилозирајућим спондилитисом, имуноглобулинском А нефропатијом, абнормалностима срчане проводљивости или аортитисом са аорталном регургитацијом .  Међутим, већина људи са реактивним артритисом може очекивати да ће живети нормалан животни век и одржавати скоро нормалан начин живота са скромним прилагођавањима за заштиту укључених органа.

## Епидемиологија
Пошто се женама може недовољно дијагностиковати, тешко је проценити тачну инциденцу реактивног артритиса. Ипак, неколико студија је завршено. У Норвешкој између 1988. и 1990. године, инциденција је била 4.6 случајева на 100,000 за реактивни артритис изазван хламидијом и 5 случајева на 100,000 за онај изазван ентеричним бактеријама. Године 1978. у Финској је утврђено да је годишња инциденција износила 43.6 на 100,000.

## Историја
Када се реактивни артритис појави у тријади која укључује и офталмолошке и урогениталне манифестације, често се примењује епоним „Рајтеров синдром“; Немачки лекар Ханс Конрад Јулијус Рајтер описао је стање код војника којег је лечио током Првог светског рата.
Бројни лекари сугерисали су да је епоним незаслужен. Рајтерова припадност нацистичкој странци, а посебно његова умешаност у присилно експериментисање на људима у концентрационом логору Бухенвалд (што је, након његовог хапшења на крају Другог светског рата, резултирало његовим гоњењем у Нирнбергу као ратног злочинца ), засјенили су његову медицинска достигнућа. Штавише, он није био први лекар који је направио асоцијације између артритиса и других симптома – раније су примењивани називи артритис уретритика, венерични артритис и полиартеритис ентерица – а пуну тријаду је описао други лекар у 19. веку.

## Значајни случајеви
- Претпоставља се да је истраживач Кристофер Колумбо рођен у Италији имао реактивни артритис, умро од срчаног удара изазваног овим стањем.[23]
- Пат Буцханан, амерички конзервативни политички коментатор, аутор, синдикални колумниста, политичар и емитер
- ПЈ Галлагхер[24]
- Ијан Мареј, шкотски фудбалер[25]
- Марк Ст. Јохн, некадашњи гитариста групе Kiss
- Кирк Брендон, певач групе Spear of Destiny
- Данијел Џонс, аустралијски музичар, певач групе Silverchair[26]
- Стив Волтерс, фудбалер и преживео сексуално злостављање од стране фудбалског тренера Барија Бенела[27]